# Annulopatellinidae
Annulopatellinidae es una familia de foraminíferos bentónicos de la superfamilia Annulopatellinoidea, del suborden  Buliminina y del orden Buliminida. Su rango cronoestratigráfico abarca desde el Mioceno hasta la Actualidad.

## Discusión
Clasificaciones previas incluían Annulopatellinidae en el suborden Rotaliina y/o orden Rotaliida.

## Clasificación
Annulopatellinidae incluye al siguiente género:
- Annulopatellina